# .gh
‎.gh‏ دامنه اینترنتی اختصاص داده شده به کشور غنا است.